# Tallmantz Phoenix P-1
Tallmantz Phoenix P-1 a fost un avion certifcat de FAA (Federal Aviation Administration) construit într-un singur exemplar pentru filmul Pasărea Phoenix și folosit în film într-o secvență de zbor. Pilotul său, Paul Mantz, a decedat în accidentul din timpul filmării manevrei de Touch-and-go la simularea decolării de pe dunele de nisip.

## Legături externe
- Phoenix P-1
- Check-Six.com - The Final Flight of the Phoenix
- Phoenix films Arhivat în 18 august 2018, la Wayback Machine.
- A very detailed explanation of the sequence of events surrounding the crash Arhivat în 9 noiembrie 2019, la Wayback Machine.